# Боровики (Сім'ятицький повіт)
Боровики (пол. Borowiki) — село в Польщі, у гміні Милейчиці Сім'ятицького повіту Підляського воєводства. Населення — 36 осіб (2011).

## Історія
Вперше згадується в XVIII столітті.
У 1975—1998 роках село належало до Білостоцького воєводства.

## Демографія
Демографічна структура станом на 31 березня 2011 року:
|          | Загалом | Допрацездатний вік | Працездатний вік | Постпрацездатний вік |
| -------- | ------- | ------------------ | ---------------- | -------------------- |
| Чоловіки | 19      | 3                  | 11               | 5                    |
| Жінки    | 17      | 1                  | 8                | 8                    |
| Разом    | 36      | 4                  | 19               | 13                   |